# RE:WORKS
『RE:WORKS』（リ・ワークス）は、韓国の作曲家兼プロデューサーであるKENZIEと、アイドルグループのaespa・NCT DREAM・RIIZEによるデジタルシングル。2024年10月10日にカカオエンターテインメントより発売された。

## 概要
本作は、韓国を代表する作曲家兼プロデューサーのKENZIEが、自身のヒット曲3曲を新しい感覚で再解釈（RE:WORKS）したリミックスシングル。aespa「Supernova」、NCT DREAM「Hello Future」、RIIZE「Memories」のリミックスバージョンが収録されている。
なお、MelonやVIBE、Bugsなどの韓国音楽配信サービスでは、上記3曲が1つの作品として配信されているが、Apple MusicやSpotify、Amazon Musicなどでは、アーティストごとに作品が分けられて配信されている。

## 背景
SMエンタテインメント傘下のダンスミュージックレーベル・ScreaM Recordsは、2024年10月7日のリメイク版「Supernova」先行リリースを皮切りに、10日には「Hello Future」と「Memories」をリリースするなど、KENZIEの感性で再解釈したシングル「RE:WORKS」をリリースすると明らかにした。
3曲のミュージックビデオは、7日と10日にそれぞれYouTubeチャンネルで公開された。また、各曲を独自のビジュアルで視覚化したメディアアート展示「NEO PARASPECTRUM@クリエイティブ X 聖水」が10月10日から13日の4日間、ソウル聖水洞にて開催された。

## 収録曲

### 韓国国内のストリーミングサービス（Melon・VIBE・Bugs・FLO等）
| #         | タイトル                           | 作詞      | 作曲・編曲 | アーティスト      | 時間 |
| --------- | ---------------------------------- | --------- | ---------- | ----------------- | ---- |
| 1.        | 「Supernova (KENZIE RE:WORKS)」    |           |            | KENZIE・aespa     | 3:32 |
| 2.        | 「Hello Future (KENZIE RE:WORKS)」 |           |            | KENZIE・NCT DREAM | 3:20 |
| 3.        | 「Memories (KENZIE RE:WORKS)」     |           |            | KENZIE・RIIZE     | 2:52 |
| 合計時間: | 合計時間:                          | 合計時間: | 9:44       |                   |      |

### その他（Apple Music・Spotify・Amazon Music等）
※作品のタイトルは、NCT DREAMのみ「RE:WORKS」。aespaとRIIZEはそれぞれの収録曲が作品のタイトル名になっている。
KENZIE & aespa
1. Supernova (KENZIE RE:WORKS)

KENZIE & NCT DREAM
1. Hello Future (KENZIE RE:WORKS)
2. Hello Future

KENZIE & RIIZE
1. Memories (KENZIE RE:WORKS)

## ミュージックビデオ
| 公開日         | タイトル                       | タイトル  | リンク |
| -------------- | ------------------------------ | --------- | ------ |
| 2024年10月6日  | Supernova (KENZIE RE:WORKS)    | MV Teaser | ▶      |
| 2024年10月7日  | Supernova (KENZIE RE:WORKS)    | MV        | ▶      |
| 2024年10月10日 | Hello Future (KENZIE RE:WORKS) | MV        | ▶      |
| 2024年10月10日 | Memories (KENZIE RE:WORKS)     | MV        | ▶      |